# Arrojadoa albiflora
Arrojadoa albiflora är en kaktusväxtart som beskrevs av Albert Frederik Hendrik Buining och Brederoo. Arrojadoa albiflora ingår i släktet Arrojadoa och familjen kaktusväxter. Inga underarter finns listade i Catalogue of Life.